# Tchien-čch’
Tchien-čch’ (čínsky pchin-jinem Tiānchí, znaky 天池; česky Nebeské jezero) je morénové ledovcové jezero v horském pásmu Ťan-šan. Nachází se na západních svazích pohoří Bogda v ujgurské autonomní oblasti Sin-ťiang. Původně se nazývalo Jao-čch’ (česky Nefritové jezero); současné jméno získalo až v roce 1783.
Jezero o rozloze 4,9 km² leží ve výšce 1980 m nad hladinou moře. Dosahuje délky 3400 m a šířky 1500 m. Největší naměřená hloubka činí 105 m. Přímo nad jihovýchodním břehem jezera se tyčí vrchol Bogda, dosahující nadmořské výšky 5445 m.
Vodní plochu obklopují jehličnaté lesy, tvořené zejména smrky a borovicemi. Břehy obývá bohatá fauna i flóra.